# Buka
Buka è una cittadina della Papua Nuova Guinea situata sull'omonima isola. 
A seguito della guerra civile di Bougainville (1988 - 1998) tra Papua Nuova Guinea e gli indipendentisti dell'Esercito rivoluzionario di Bougainville, è diventata capoluogo della Regione autonoma di Bougainville al posto di Arawa che aveva subito ingenti danni. Conta 7 700 abitanti.